# Папоцезаризъм
Папоцезаризмът е антиподът на цезаропапистката геополитическа доктрина на Папския престол, според която папата доминира над Константинополския император, т.е. в синтезиран и философски аспект, за папоцезаризма духовното начало има примат над светското начало.
При папоцезаризмът папата има върховна власт спрямо който и да е цар, крал или граф, и всеки от тези светски владетели е подлежал на морален съд спрямо религиозния закон. Тоест, папата е имал право както да помазва за крал някого, така и да го отлъчва от църквата (тоест да го низвергне). В резултат на това разбиране, в продължение на много векове светските владетели са били отговорни и са се отчитали пред един външен спрямо тях, трансцендентален, религиозен закон. Този закон е бил Божия закон, изложен в Библията – както в Стария, така и в Новия завет и законът е издигал Бог като върховен съдник на всички хора на Земята.
Разделението на геополитическите концепции между Рим и Константинопол през средновековието започнало с Четвъртия Константинополски събор и завършило с Великата схизма от средата на 11 век. В ново време носител на византийския цезаропапистки модел е Третия Рим, т.е. Руското царство и Руската империя.